# Royal Festival Hall
Royal Festival Hall er en koncertsal, dansesal og foredragscenter i Southbank Centre i London. Det ligger på South Bank ved Themsen, ikke langt fra Hungerford Bridge. Bygningen er fredet (Grade I); den blev i april 1988 den første efterkrigsbygning som fik denne status. 
Grundstenen blev lagt af daværende premierminister Clement Attlee i 1949, på stedet hvor Lion Brewery havde stået siden 1837. Den blev bygget af Londons grevskabsråd i forbindelse med Festival of Britain, og blev officielt åbnet 3. maj 1951. 
Designen er modernistisk, og hovedarkitekten Hugh Casson valgte kun at bruge unge arkitekter på projektet. Leslie Martin, Peter Moro og Robert Matthew fra LCC lavede tegningerne. 
I 1964 blev bygningen kraftigt ændret ved at indgangshaller og terrasser blev lagt til mod floden, og flere omklædningsrum blev lagt til på bagsiden. Dette ændrede stilen fra skandinavisk modernisme til en renere stil med hårdere linjer. Det oprindelige indgangsparti blev meget forandret. 
Siden 1980'erne har indgangssalen været åben for publikum også når der ikke er koncerter. Det er blevet et af de mest populære offentlige rum i London, med god beskyttelse mod det britiske regnvejr. 
Der er 2900 pladser i selve salen, og i tillæg 917 i Queen Elizabeth Hall og 370 i Purcell Room. 
51°30′21.01″N 00°07′00.44″V / 51.5058361°N 0.1167889°V